# Ulla
Ulla je žensko osebno ime.

## Izvor imena
Ime Ulla je oblika nemškega imena Ursula. Ime Ursula  je na Slovenskem poslovenjeno v Uršula.

## Pogostost imena
Po podatkih Statističnega urada Republike Slovenije je bilo na dan 31. decenbra 2007 v Sloveniji 18 oseb z imenom Ulla.